# Sribne
Sribne (în ucraineană Срібне) este așezarea de tip urban de reședință a raionului Sribne din regiunea Cernihiv, Ucraina. În afara localității principale, mai cuprinde și satele Artemenkiv și Nîkonivka.

## Demografie
Componența lingvistică a așezării de tip urban Sribne
     Ucraineană (97,98%)
     Rusă (1,88%)
     Alte limbi (0,08%)
Conform recensământului din 2001, majoritatea populației așezării de tip urban Sribne era vorbitoare de ucraineană (97,98%), existând în minoritate și vorbitori de rusă (1,88%).